# Don’t Shoot Me I’m Only the Piano Player
Don’t Shoot Me I’m Only the Piano Player – szósty album studyjny brytyjskiego piosenkarza kompozytora Eltona Johna. Powstał we Francji w czerwcu 1972, a wydany został w styczniu następnego roku.
Był to drugi album Eltona, który w USA dotarł do pozycji pierwszej. Z tej płyty również pochodzi pierwszy singel muzyka, który doszedł tam do szczytu list, a był to "Crocodile Rock". Począwszy od "Crocodile Rock", Don't Shoot Me... zawiera więcej piosenek z nutą popu, między innymi "Elderberry Wine" (strona B "Crocodile Rock"), "I’m Gonna Be a Teenage Idol", czy "Teacher, I Need You.". Wielu wiernych fanów muzyka narzekało na tę zmianę, mówiąc że powinien on pozostać wiernym swym korzeniom, do których należały proste ballady oparte na pianinie, gdyż na tym opierało się większość jego wcześniejszych albumów.

## Lista utworów
| 1.  | "Daniel"                      | 3:54  |
|     |                               |       |
| 2.  | "Teacher I Need You"          | 4:09  |
|     |                               |       |
| 3.  | "Elderberry Wine"             | 3:33  |
|     |                               |       |
| 4.  | "Blues for My Baby and Me"    | 5:42  |
|     |                               |       |
| 5.  | "Midnight Creeper"            | 3:53  |
|     |                               |       |
| 6.  | "Have Mercy on the Criminal"  | 5:57  |
|     |                               |       |
| 7.  | "I’m Gonna Be a Teenage Idol" | 3:55  |
|     |                               |       |
| 8.  | "Texan Love Song"             | 3:33  |
|     |                               |       |
| 9.  | "Crocodile Rock"              | 3:56  |
|     |                               |       |
| 10. | "High Flying Bird"            | 4:14  |
|     |                               |       |
|     |                               | 42:46 |
|     |                               |       |

## Utwory dodatkowe (reedycja z 1995 r.)
| 1. | "Screw You (Young Man's Blues)"                 | 4:43  |
|    |                                                 |       |
| 2. | "Jack Rabbit"                                   | 1:49  |
|    |                                                 |       |
| 3. | "Whenever You're Ready (We'll Go Steady Again)" | 2:51  |
|    |                                                 |       |
| 4. | "Skyline Pigeon" [Piano version]                | 3:56  |
|    |                                                 |       |
|    |                                                 | 13:19 |
|    |                                                 |       |